# Theropoda
Teropodi (Theropoda, „zverska stopala”) su grupa dvonožnih dinosaurusa, pripadnika reda saurishija. Iako su većinom bili mesojedi, brojne grupe su postale svaštojedi, insektivori i biljojedi. Teropodi su se prvi put pojavili tokom kasnog trijasa, pre oko 230 miliona godina, i u njih su spadali svi veliki kopneni grabljivci od rane jure do kraja krede, pre oko 66 miliona godina. Danas su njihovi predstavnici 9.900 vrsta ptica koje su nastale tokom jure od malenih specijalizovanih dinosaurusa.
Među osobinama koje povezuju teropode i ptice su stopala sa tri prsta, kost furkula (jadac), kosti ispunjene vazduhom i (u nekim slučajevima) perje i ležanje na jajima.

## Opis

### Veličina
Ljudi već decenijama znaju za tiranosaurusa, koji se dugo smatrao najvećim teropodom. Međutim, nakon njegovog otkrića, brojni drugi divovski dinosaurusi mesojedi su otkriveni, uključujući spinosaurusa, karharodontosaurusa i giganotosaurusa. Originalni primerci spinosaurusa (kao i noviji fosili otkriveni 2006. godine) podržavali su ideju da je spinosaurus bio veći od tiranosaurusa, oko 6 metara duži i barem jednu tonu teži od njega. Međutim, novije studije su revidirale gornju granicu težine ovih dinosaurusa, pa se smatra da je tiranosaurus ipak bio masivnija životinja, dok je spinosaurus za sada još uvek najduži poznati teropod. Pretpostavka je da su teropodi došli do ovakvih dimenzija kroz evolutivno nadmetanje sa svojim plenom.
Najmanji odrasli primerak teropoda koji nije ptica je anhiornis, težak 110 grama i dug 34 cm. Ako se uključe i savremene ptice, onda je Mellisuga helenae (vrsta kolibrija) najmanji teropodni dinosaurus, težak samo 1,9 g i 5,5 cm dug.

### Koža, krljušti i perje
Mezozojski teropodi su takođe bili raznoliki što se tiče teksture kože i pokrivnih materijala. Iako su iz fosilnih ostataka poznate strukture slične perju kod nekih ornitishijskih dinosaurusa, pravo perje ili njemu slične strukture nisu do sada pronađene kod teropoda koji su bili manje razvijeni od celurosaurida. Kod nekih primitivnijih teropoda je koža bila prekrivena malenim kvrgama. Kod nekih vrsta su ove bile rasute sa većim krljuštima sa koštanim jezgrom, tj. osteodermima. Ovaj tip kože je najpoznatiji kod ceratosaurida karnotaurusa, koji se fosilizovao sa ekstenzivnim udubinama u koži.
Najprimitivniji teropodi sa „proto-perjem” su bili pripadnici kompsognatida i rani pripadnici tiranosauroida, koji su pripadali porodici celurosaurida. Ovi rani oblici su imali relativno kratko perje koje se sastojalo od jednostavnih filamenata koji su se granali. Ti prosti filamenti su takođe pronađeni kod terizinosauroida, koji su takođe posedovali velika ukočena pera.
Većina pernatih teropoda, uključujući i moderne ptice, obično imaju krljušti samo na nogama. Neke forme izgleda da imaju pomešano perje i na telu. Skansoriopteriks je imao krljušti ispod repa, a juravenator je možda bio pretežno pokriven krljuštima sa nekim prostim filamentima ponegde. S druge strane, neki teropodi su bili potpuno pokriveni perjem, poput anhiornisa, koji je čak imao perje na stopalima i prstima.

### Anatomija prednjih udova
Skraćeni prednji udovi u odnosu na zadnje noge su bili česta osobina među teropodima, posebno kod porodica poput abelisaurida i tiranosaurida. Međutim, ova osobina nije bila univerzalna: spinosauridi su imali razvijene prednje udove, kao i mnogi celurosauridi. Za jedan rod, siuanhanosaurusa, se tvrdilo da su njegovi pripadnici bili četvoronošci zbog velikih prednjih udova, ali se ovo više ne smatra verovatnim.
Prednji udovi su takođe bili različiti između grupa. Najčešće su imali 3 prsta, a prvi, drugi i treći (kod nekih drugi, treći i četvrti) su imali oštre kandže. Neki primitivni teropodi (hererasaurus, eoraptor) su imali 4 prsta, kao i smanjeni peti. Pripadnici ceratosaurida su obično imali 4 prsta, a većina tetanura su imali 3. Jedna od najupečatljivijih karakteristika razvijenih tiranosaurida jesu smanjeni prednji udovi sa dva funkcionalna prsta, iako su raniji tiranosauroidi poput guanlonga i proceratosaurusa imali duže, troprste prednje ekstremitete.
Upotreba prednjih udova je takođe bila različita kod različitih grupa. Spinosauridi su mogli koristiti svoje snažne udove za držanje riba. Neki manji celurosauridi (npr. dromeosauridi, skansoriopterigidi) su ih možda koristili za penjanje po drveću, a ptice, koje se smatraju potomcima teropoda, ih koriste za let.

### Pokretanje prednih udova
Suprotno od načina na koji se teropodi obično rekonstruišu na crtežima i u popularnim medijima, pokretanje prednjih udova kod teropoda je bilo vrlo ograničeno, posebno u odnosu na čoveka i primate. Najvažnije, teropodi i drugi dvonožni gmizavci nisu mogli okrenuti prednje udove prema nazad tako da su okrenuti prema tlu. Kod ljudi se to postiže pokretanjem radiusa relativno prema ulni. Međutim, kod dinosaurusa, kraj radiusa blizu lakta je zapravo bio zaključan u žljebu ulne, što je onemogućavalo pokretanje. Pokretanje kod zgloba je takođe bilo ograničeno kod mnogih vrsta, pa su morali pokretati ceo prednji ekstremitet. Kod teropoda i prosauropoda, jedini način da je dlan okrenut prema tlu bio bi poprečno širenje cele ruke, kao kad ptica širi krila.
Kod karnosaurida poput akrokantosaurusa, sama ruka je zadržala veliku pokretljivost, sa pokretljivim prstima. Isto je tako bilo i kod primitivnih teropoda poput hererasaurida i dilofosaurida. Celurosauridi su pokazali promenu u korišćenju prednjih udova, sa većom pokretljivošću ramena. Međutim, kod dinosaurusa poput pripadnika ornitomimosaurida i posebno dromeosaurida, sama ruka je izgubila većinu pokretljivosti, sa vrlo nepokretljivim prstima. Dromeosauridi i drugi maniraptori su dobili veći pokretljivost kod zgloba, zahvaljujući jednoj specijaliziranoj kosti zgloba koja je imala oblik polumeseca. Ona je omogućavala da se cela ruka sklopi prema nazad kao kod današnjih ptica.

## Ponašanje

### Ishrana
Uprkos tome što su u istoriji smatrani isključivo mesojedima, teropodi zapravo pokazuju vrlo raznolike načine hranjenja i ishranu. Sva rana otkrića teropoda su ukazivala na to da su oni mesojedi. Primerci poznati naučnicima u 19. i ranom 20. veku su imali oštre zube za rezanje mesa, a sa nekima su ostali čak i direktni dokazi njihove ishrane. Na primer, u trbuhu jednog kompsognatusa je pronađen gušter, a jedan primerak velociraptora je uginuo zajedno sa protoceratopsom s kojim se borio u trenutku kada ih je zatrpala peščana dina.
Prvi potvrđeni teropodi koji se nisu hranili mesom bili su terizinosauroidi. Isprva smatrani prosauropodima, ovi enigmatični dinosauri su se kasnije pokazali kao vrlo specijalizovani biljojedi. Terizinosauroidi su imali veliki abdomen za varenje biljaka, malene glave sa kljunom u kojem su bili zubi oblika lista. Dalja istraživanja teropoda maniraptora i njihova srodnost sa terizinosauroidima su pokazali da ovi zadnji nisu bili jedini koji su napustili ishranu mesom. Još nekoliko grupa maniraptora pokazuju prilagođenost ishrani i biljkama i životinjama. Tu spadaju i prilagođenosti ishrani semenjem (neki pripadnici troodontida) i insektima (ptice i alvarezsauridi). Oviraptorosauridi, ornitomimosauridi i napredni troodontidi su verovatno takođe bili svaštojedi, a izgleda da su se neki teropodi (poput mašikasaurusa i spinosaurida) specijalizovali za lovljenje ribe.

## Evolucija
Tokom kasnog trijasa su postojali mnogi proto-teropodi i teropodi koji su evoluirali jedni uz druge.
Najraniji i najprimitivniji dinosauri mesojedi su bili argentinski eoraptor i pripadnici hererasaurida. Hererasauridi su postojali tokom ranog dela kasnog trijasa. Živeli su u Severnoj i Južnoj Americi, a moguće i u Indiji i južnoj Africi. Njihova odlika je bila mozaik primitivnih i naprednih osobina. Neki paleontolozi su u prošlosti smatrali hererasauride pripadnicima teropoda, dok su drugi mislili da su oni bazalni dinosaurusi koji su nastali pre nego što su se gmizavci i ptice odvojili. Kladistička analiza je zaključila da su verovatnije bili rani teropodi.
Najraniji i najprimitivniji pravi teropodi („Eutheropoda” - Pravi teropodi) su celofizoidi. Celofizoidi su bili grupa rasprostranjenih, lako građenih i verovatno društvenih životinja. U njih su spadali maleni lovci poput celofizisa, a (moguće) i veći grabljivci poput dilofosaurusa. Ove uspešne životinje su preživele od kasnog trijasa do rane jure. Iako su pre klasifikovani pod ceratosauride i smatrani sporednom granom naprednijih teropoda, oni su možda bili preci svim drugim teropodima.
Nešto napredniji pripadnici ceratosaurida (uključujući i ceratosaurusa i karnotaurusa) su se pojavili tokom rane jure i nastavili su do kasne jure u Lauraziji. Takmičili su se sa anatomski naprednijim srodnicima i - u obliku abelisaurida - nastavili su do kraja krede u Gondvani.
Pripadnici tetanura su opet napredniji od ceratosaurida. Dele se na spinosauroide (alternativno megalosauroidi ili torvosauroidi) i aveteropode. Megalosauridi su uglavnom bili grabljivci sredinom jure do rane krede, a ostaci njihovih srodnika spinosaurida su uglavnom iz rane i srednje krede. Aveteropodi, kao što njihov naziv kaže, su bili srodniji pticama i dalje su se delili na alosauroide i celurosauroide (vrlo veliku i raznoliku grupu dinosaurusa u koju spadaju i ptice).
Tokom kasne jure nije bilo manje od četiri različite grupe teropoda - ceratosauridi, megalosauridi, alosauridi, i celurosauridi — koji su se hranili brojnim većim i manjim biljojedima. Sve četiri grupe su preživele do krede, a tri od njih (ceratosauridi, celurosauridi i alosauroidi) su preživeli do kraja doba dinosaurusa. Današnje ptice se u filogenetskom stablu svrstavaju u celurosauride. Bili su geografski odvojeni: ceratosauridi i alosauridi u Gondvani, a celurosauridi u Lauraziji.
Od svih grupa teropoda, celurosauridi su bili nadaleko najraznolikiji. Neke od grupa celurosaurida koje su „procvetale” tokom krede su bile tiranosauroidi (u koje spada tiranosaurus), dromeosauridi (u koje spadaju velociraptor i deinonihus, koji su neverovatno slični arheopteriksu), pticama slični troodontidi i oviraptorosauridi, ornitomimosauridi („oponašatelji nojeva”), neobični biljojedi sa velikim kandžama - terizinosauridi - i Avialae, u koje spadaju današnje ptice i jedina je grupa dinosaurusa koja je preživela do danas. Iako su koreni ovih grupa pronađeni sredinom jure, tek su tokom rane krede postali mnogobrojni. Nekoliko paleontologa, kao što je Gregori S. Pol, je predložilo da su neki ili svi ovi napredni teropodi zapravo potomci letećih dinosaura ili praptica (arheopteriks, na primer) koje su izgubile sposobnost letenja i vratile se životu na tlu.

## Klasifikacija

### Istorija klasifikacije
Naziv Theropoda („zverska stopala”) je prvi smislio Otnil Čarls Marš 1881. godine. Marš ga je nazvao podredom u koji spada porodica alosaurida, ali kasnije ga je proširio na pravi red u koji spadaju razni dinosaurusi „mesojedi”, uključujući megalosauride (npr. rod eustreptospondilus), kompsognatide, ornitomimide, plateosauride i anhisauride (za koje se danas zna da su bili prosauropodi biljojedi) i halopodide (koji su zapravo srodnici krokodila). Maršov red je zamenio onaj kojeg je osmislio njegov rival, Едвард Дринкер Коп, 1866. godine za dinosauruse mesojede - Goniopoda („uglasta stopala”).
Do ranog 20. veka, neki paleontolozi, poput Fridriha fon Huena, više nisu smatrali da dinosaurusi mesojedi formiraju prirodnu grupu. Fon Huene je napustio naziv Theropoda i umesto njega je koristio Hari Silijev red Saurischia, kojeg je fon Huene delio na podredove celurosaurida i pahipodosaurida. Fon Huene je svrstao većinu malenih teropoda u celurosauride, a one veće je svrstao u pahipodosauride, za koje je smatrao da su preci sauropoda (prosauropodi su u to vreme još uvek smatrani mesojedima).U V. D. Metjuovom i Barnum Braunovom opisu prvog poznatog dromeosaurida iz 1922. (Dromaeosaurus albertensis), oni su postali prvi paleontolozi koji su odvojili prosauropode od dinosaurusa mesojeda i pokušali su povratiti naziv Goniopoda za tu grupu, ali naučnici nisu prihvatili nijedan njihov predlog.
Sve do 1956. naziv Theropoda se nije koristio kao takson koji je sadržao dinosauruse mesojede i njihove potomke, kada je Alfred Romer ponovo klasifikovao red saurishija na dva podreda, teropode i sauropode. Ova početna podela je preživela do danas, sa izuzećem prosauropoda, koje je Romer smatrao redom teropoda. Romer je takođe napravio podelu između celurosaurida i karnosaurida (koje je rangirao kao infraredove). Ovu dihotomiju je poremetilo otkriće deinonihusa i deinoheirusa 1969. godine, koji se nisu mogli svrstati ni u jedan infrared. Zbog ovoga je u kasnim 1970-im Rinhen Barzbold stvorio nove infraredove: celurosaurija, deinonihosaurija, oviraptorosaurija, karnosaurija, ornitomimosaurija i deinoheirosaurija.
Sa pojavom kladističke i filogenetske nomenklature u 1980-im i njihovim razvojem 1990-ih i 2000-ih godina, počela se pojavljivati jasnija slika srodnosti teropoda. Neke veće grupe teropoda je nazvao Žak Gotje 1986. godine, uključujući kladus tetanure za jednu granu početne podele teropoda sa drugom grupom, ceratosaurija. Kako je na svetlost izlazilo više informacija o srodnosti između dinosaura i ptica, teropodi sličniji pticama su se svrstavali u kladus maniraptora (kojeg je Gotje takođe nazvao 1986. godine). Kada su naučnici podržali ideju da su ptice nastale direktno od maniraptora onda su one priznate kao njihovi jedini predstavnici.

### Glavne grupe
Teropodi su vrlo raznolika grupa i identifikovane su mnoge glavne grupe iz perioda Mezozoika:
- †Hererasauridi, verovatno rani teropodi, iako bi mogli biti i primitivni pripadnici Saurischia ili možda uopšte nisu dinosauri.
- †Celofizoidi, primitivni teropodi u koje spada i celofizis.Ceratosaurus, ceratosaurid
- †Ceratosauridi, u koje spadaju i ceratosaurus i abelisauridi. Ovi zadnji su bili važni grabljivci na južnim kontinentima tokom kasne krede.
- †Dilofosauridi, teropodi sa grebenima na glavi, ponekada svrstavani sa celofizoidima.
- Tetanure, glavna grupa naprednijih teropoda.
  - †Spinosauroidi, u koje spadaju i megalosauridi i spinosauridi (rod spinosaurus).
  - Aveteropodi, napredniji teropodi slični pticama.Iritator, spinosaurid
    - †Alosauroidi, u koje spada i alosaurus i bliski srodnici poput pripadnika karharodontosaurida.
    - Celurosauridi, raznolika grupa sa vrstama raznih veličina.
      - †Tiranosauroidi, maleni do ogromni grabljivci, često sa redukovanim prednjim udovima.
        - †Celuridi

      - †Ornitomimosauridi, „oponašatelji nojeva”, većinom bezubi i verovatno svaštojedi.
      - Maniraptoridi, ptice i njihovi najbliži srodnici, svi su imali perje, mnogi su svaštojedi ili biljojedi.
        - †Terizinosauroidi, dvonožni biljojedi sa velikim kandžama na prednjim udovima i malenim glavama.
        - Mikroraptor, deinonihosaurid
        - †Alvarezsauridi, maleni insektivori slični pticama sa izuzetno kratkim rukama.
        - †Oviraptorosauridi, većinom bez zuba; njihova ishrana i način života su nepoznati.
        - †Deinonihosauridi, popularno zvani „raptori”, svaštojedi vrlo slični pticama, neki su potpuno mesojedi.
        - Avialae, grupa u koju spadaju današnje ptice (jedini preživeli dinosaurusi) i drugi krilati teropodi.
          - †Skansoriopterigidi, maleni insektivori koji su možda živeli na drveću.
          - Aves, ptice